# Junsu
Cette page contient des caractères spéciaux ou non latins. S’ils s’affichent mal (▯, ?, etc.), consultez la page d’aide Unicode.
Dans ce nom coréen, le nom de famille, Kim, précède le nom personnel.
Xiah Junsu (coréen : 시아준수) né Kim Junsu (김준수) le 15 décembre 1986 à Goyang (Gyeonggi-do, Corée du Sud) est un chanteur, auteur-compositeur-interprète, acteur et danseur sud-coréen. Actuellement membre du groupe de K-pop JYJ mais également chanteur solo, il s'est tout d'abord fait connaître en chantant dans le célèbre boys band sud-coréen TVXQ.

## Biographie
Kim Junsu est né et a grandi dans la province de Gyeonggi-do. Son frère jumeau, Kim Jun-ho (aussi appelé JUNO ou encore ZUNO) est lui aussi chanteur, principalement actif en Chine et au Japon. Tous deux seraient nés officiellement le 1er janvier 1987, leur mère ayant oublié de les enregistrer à la naissance.
À l'âge de 11 ans, Junsu participe à un casting organisé par SM Entertainment et signe un contrat avec la maison de disque, ce qui lancera sa carrière.
Il a étudié la musique à la Myongji University, à Séoul.

## Discographie

### En solo

#### Albums studios
| Année | Détails de l'album | Meilleures positions | Meilleures positions | Ventes                       |
| Année | Détails de l'album | COR                  | JPN                  | Ventes                       |
| ----- | --- | -------------------- | -------------------- | ---------------------------- |
| 2012  | Tarantallegra - Date de sortie : 14 mai 2012 - Label : C-JeS Entertainment - Distributeur : A&G Modes - Langue : Coréen - Formats : CD, téléchargement numérique           | 1                    | 9                    | - COR: 152 800 - JPN: 27 000 |
| 2013  | Incredible - Date de sortie : 15 juillet 2013 - Label : C-JeS Entertainment - Distributeur : LOEN Entertainment - Langue : Coréen - Formats : CD, téléchargement numérique | 2                    | —                    | - COR: 114 794               |
| 2015  | Flower - Date de sortie : 3 mars 2015 - Label : C-JeS Entertainment - Distributeur : LOEN Entertainment - Langue : Coréen - Formats : CD, téléchargement numérique         | 1                    |                      | - COR: 70 107                |

#### Extended plays
| Année | Détails | Meilleures positions | Meilleures positions | Ventes |
| Année | Détails | COR                  | JPN                  | Ventes |
| ----- | --- | -------------------- | -------------------- | ------ |
| 2013  | Musical December 2013 with Kim Junsu - Date de sortie : 18 décembre 2013 - Label : C-JeS Entertainment - Distributeur : MUSIC&NEW - Langue : Coréen - Formats : CD, téléchargement numérique |                      |                      | N/A    |
| 2015  | Yesterday - Date de sortie : 19 octobre 2015 - Label : C-JeS Entertainment - Distributeur : Loen Entertainment - Langue : Coréen - Formats : CD, téléchargement numérique                    |                      |                      | N/A    |

#### Singles
| 2010                                                                                        | Xiah - Date de sortie : 26 mai 2010 - Label : Rhythm Zone (RZCD-46562) - Langue : Japonais - Formats : CD, Téléchargement numérique                       | - | -  | 2 | 4 | -  |                | Plus de 225 000 |
| 2012                                                                                        | Uncommitted - Date de sortie : 27 août 2012 - Label : C-JeS Entertainment - Langue : Anglais - Format : CD                                                | 1 | -  | - | - | -  | Plus de 60 000 |                 |
| 2012                                                                                        | Thank U For - Date de sortie : 24 décembre 2012 - Label : C-JeS Entertainment - Langue : Coréen - Format : Téléchargement numérique                       | - | 9  | - | - | 24 |                |                 |
| 2013                                                                                        | 11am - Date de sortie : 1er juillet 2013 - Labels : C-JeS Entertainment / LOEN Entertainment - Langue : Coréen - Formats : Téléchargement numérique       | - | 16 | - | - | 27 |                |                 |
| 2013                                                                                        | Serendipity (스치다) - Date de sortie : 12 décembre 2013 - Labels : C-JeS Entertainment / MUSIC&NEW - Langue : Coréen - Format : Téléchargement numérique | - | -  | - | - | -  |                |                 |
| "—" montre qu'aucun classement n'a été atteint ou que ce n'est pas sorti dans cette région. | |   |    |   |   |    |                |                 |

## Tournées et concerts
- XIA 1st World Tour Concert
- XIA 2nd Asia Tour Concert - Incredible[14]
- Xia 3rd Asia Tour Concert - Flower[15]

## Comédies musicales

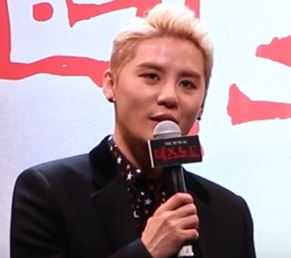
Junsu en 2016, à la conférence de presse dédiée à Death Note.

| Année     | Titre                | Rôle                    | Notes                   |
| --------- | -------------------- | ----------------------- | ----------------------- |
| 2010      | Mozart!              | Wolfgang Amadeus Mozart | Rôle principal          |
| 2011      | Tears of Heaven      | Junhyung                |                         |
| 2011      | Mozart!              | Wolfgang Amadeus Mozart | Rôle principal          |
| 2012-2013 | Elisabeth            | Der Tod (La Mort)       | Rôle masculin principal |
| 2013      | December             | Jiwook                  |                         |
| 2014      | Dracula, the Musical | Comte Dracula           | Rôle principal          |
| 2015      | Death Note           | L Lawliet               |                         |
| 2016      | Dracula, the Musical | Comte Dracula           | Rôle principal          |
| 2016      | Dorian Gray          | Dorian Gray             | Rôle principal          |
| 2017      | Death Note           | L Lawliet               |                         |
| 2018-2019 | Elisabeth            | Der Tod (La Mort)       | Rôle masculin principal |
| 2019      | Xcalibur             | Le Roi Arthur           | Rôle principal          |
| 2020      | Dracula, the Musical | Comte Dracula           | Rôle principal          |
| 2020      | Mozart!              | Wolfgang Amadeus Mozart | Rôle principal          |
| 2021      | Dracula, the Musical | Comte Dracula           | Rôle principal          |
| 2021      | Xcalibur             | Le Roi Arthur           | Rôle principal          |
| 2022      | Xcalibur             | Le Roi Arthur           | Rôle principal          |
| 2022      | Death Note           | L Lawliet               | ,                       |
| 2022      | Elisabeth            | Der Tod (La Mort)       | Rôle masculin principal |
| 2022      | West Side Story      | Tony                    | Rôle masculin principal |
| 2023-2024 | Dracula, the Musical | Comte Dracula           | Rôle principal          |

## Récompenses et nominations
| Année | Titre                                                            | Catégorie                                     | Travail nommé                                                                           | Résultat   |
| ----- | ---------------------------------------------------------------- | --------------------------------------------- | --------------------------------------------------------------------------------------- | ---------- |
| 2010  | 4th The Musical Awards                                           | Best New Actor                                | Mozart!                                                                                 | Lauréat    |
| 2010  | 4th The Musical Awards                                           | Most Popular Actor                            | Mozart!                                                                                 | Lauréat    |
| 2010  | 16th Korea Musical Awards                                        | Best New Actor                                | Mozart!                                                                                 | Lauréat    |
| 2010  | 16th Korea Musical Awards                                        | Most Popular Actor                            | Mozart!                                                                                 | Lauréat    |
| 2010  | 2010 Golden Ticket Awards                                        | Ticket Power Award - Musical Actor            | Mozart!                                                                                 | Lauréat    |
| 2011  | 5th The Musical Awards                                           | Best Actor                                    | Tears of Heaven                                                                         | Nomination |
| 2011  | 5th The Musical Awards                                           | Most Popular Actor                            | Tears of Heaven                                                                         | Lauréat    |
| 2011  | 17th Korea Musical Awards                                        | Most Popular Actor                            | Tears of Heaven                                                                         | Lauréat    |
| 2011  | 3rd Asia Jewelry Awards                                          | World K-POP Superstar Award                   |                                                                                         | Lauréat    |
| 2011  | 2011 Golden Ticket Awards                                        | Ticket Power Award - Musical Actor            | Mozart! & Tears of Heaven                                                               | Nomination |
| 2012  | 6th The Musical Awards                                           | Best Actor                                    | Elisabeth                                                                               | Nomination |
| 2012  | 6th The Musical Awards                                           | Most Popular Actor                            | Elisabeth                                                                               | Lauréat    |
| 2012  | 18th Korea Musical Awards                                        | Best Actor                                    | Elisabeth                                                                               | Lauréat    |
| 2012  | 18th Korea Musical Awards                                        | Most Popular Actor                            | Elisabeth                                                                               | Lauréat    |
| 2012  | 2012 Golden Ticket Awards                                        | Ticket Power Award - Musical Actor            | Elisabeth                                                                               | Lauréat    |
| 2012  | 2012 Golden Ticket Awards                                        | Ticket Power Award - Local Concert Musician   | XIA 1st Asia Tour Concert In Seoul & 2012 XIA Ballad & Musical Concert with Orchestra   | Lauréat    |
| 2012  | 2012 Golden Ticket Awards                                        | Popularity Award                              | XIA 1st Asia Tour Concert In Seoul & 2012 XIA Ballad & Musical Concert with Orchestra   | Lauréat    |
| 2012  | 2012 SFCC Awards (The Seoul Foreign Correspondents’ Club Awards) | Raising Awareness of Korea Overseas - Singer  | Tarantallegra & XIA 1st World Tour Concert                                              | Lauréat    |
| 2013  | 1st Yin Yue Tai V-Chart Awards                                   | Best Korean Male Artist                       | Uncommitted                                                                             | Lauréat    |
| 2013  | 19th Korea Musical Awards                                        | Most Popular Star                             | Elisabeth                                                                               | Lauréat    |
| 2013  | 2013 Golden Ticket Awards                                        | Ticket Power Award - Local Concert (Musician) | XIA 2nd Asia Tour Concert INCREDIBLE & 2013 XIA Ballad & Musical Concert with Orchestra | Nomination |
| 2013  | 2013 Golden Ticket Awards                                        | Ticket Power Award - Musical Actor            | Elisabeth & December                                                                    | Nomination |
| 2013  | 2013 Golden Ticket Awards                                        | Popularity Award                              | Elisabeth & December                                                                    | Lauréat    |